# Daniele Bagnoli
Daniele Bagnoli (Mantova, 25 ottobre 1953 – Mantova, 27 dicembre 2024) è stato un allenatore di pallavolo italiano.

## Carriera

Bagnoli (in piedi, secondo da destra) allenatore del Treviso nella stagione 1999-00

È stato coach del Mantova, della Daytona, del Treviso e della Roma. Ha vinto 8 scudetti (6 con il Treviso e 2 con la Daytona), 7 Coppe Italia, 5 Supercoppe italiane, 5 Coppe dei Campioni, una Coppa delle Coppe, 2 Coppe CEV e 2 Supercoppe europee.
Con la vittoria del nono tricolore nella storia del Treviso (17 maggio 2007) ha raggiunto in testa alla classifica degli allenatori scudettati Franco Anderlini con 8 successi. In precedenza, nella stagione 1996-97 aveva portato la Daytona alla conquista del decimo scudetto.
A Treviso inanella una serie impressionante di successi attestandosi come l'allenatore più vincente di quella generazione: crea un modello di gioco unico che gli consente di dominare la scena nazionale di quegli anni.
Nella stagione 2007-08 passa alla Dinamo Mosca, con la quale vince un campionato e una coppa di lega. Dal 2009 al 2011 è stato il commissario tecnico della nazionale russa.
Il 24 gennaio 2011 torna per la terza volta nella sua carriera a Modena, sostituendo Silvano Prandi. Nell'estate del 2012 passa alla guida del Fenerbahçe. Il 4 novembre 2016 firma con la Top Volley Latina, mentre l'anno successivo torna nella lega russa all'Ural, dove rimane per una stagione e mezza. Nell'annata 2018-19 ritorna ad allenare in Italia subentrando nella seconda parte della stagione alla Callipo.

## Palmarès

### Titoli nazionali
- Campionato italiano: 8

Daytona: 1994-95, 1996-97
Treviso: 1997-98, 1998-99, 2002-03, 2003-04, 2004-05, 2006-07
- Coppa Italia: 7

Daytona: 1993-94, 1994-95, 1996-97
Treviso: 1999-00, 2003-04, 2004-05,  2006-07
- Supercoppa italiana: 5

Treviso: 1998, 2001, 2003, 2004, 2005
- Campionato russo: 1

Dinamo Mosca: 2007-08
- Coppa di Russia: 1

Dinamo Mosca: 2008
- Supercoppa russa: 1

Dinamo Mosca: 2008
- Supercoppa turca: 1

Fenerbahçe: 2012
- Campionato iraniano: 1

Matin: 2014
- Campionato qatariota: 1

Al-Rayyan: 2015

### Titoli internazionali
- Coppa dei Campioni/Champions League: 5

Daytona: 1995-96, 1996-97
Treviso: 1998-99, 1999-00, 2005-06
- Coppa CEV: 2

Treviso: 1997-98, 2002-03
- Coppa delle Coppe: 1

Daytona: 1994-95
- Supercoppa europea: 2

Daytona: 1995
Treviso: 1999
- Coppa AVC per club/Campionato asiatico per club: 1

Matin Varamin: 2014
- Coppa dei Campioni del Golfo maschile: 1

Al-Rayyan: 2015

### Premi individuali
- 2008 - Serie A1: miglior allenatore